# Lijst van rijksmonumenten in Purmerend
De plaats Purmerend telt 30 inschrijvingen in het rijksmonumentenregister. Hieronder een overzicht.
| Object                                                                                                   | Oorspronkelijke functie?  | Bouwjaar                                     | Architect            | Locatie                  | Coördinaten?                  | Nr.?   | Afbeelding          |
| --- | ------------------------- | -------------------------------------------- | -------------------- | ------------------------ | ----------------------------- | ------ | ------------------- |
| Natuurstenen poortomlijsting                                                                             | Erfscheiding              | eerste helft18e eeuw                         |                      | Achterdijk bij 16        | 52° 30' 34" NB, 4° 56' 57" OL | 32185  | Meer afbeeldingen   |
| Huis met klokgevel                                                                                       | Winkel                    | derde kwart 18e eeuw                         |                      | Beemsterburgwal 13       | 52° 30' 43" NB, 4° 56' 44" OL | 32186  | Huis met klokgevel  |
| Huis met puntgevel                                                                                       | Handel en kantoor         | eerste kwart 18e eeuw                        |                      | Bierkade 7               | 52° 30' 43" NB, 4° 56' 49" OL | 32187  | Meer afbeeldingen   |
| Huis met hoog door een schilddak afgedekt voorgedeelte voorzien van een lijstgevel in Lodewijk XVI-stijl | Handel en kantoor         | 17e eeuw                                     |                      | Bierkade 9               | 52° 30' 43" NB, 4° 56' 49" OL | 32188  | Meer afbeeldingen   |
| Huis met puntgevel                                                                                       | Handel en kantoor         | laatste helft 18e eeuw                       |                      | Bierkade 10              | 52° 30' 42" NB, 4° 56' 49" OL | 32189  | Meer afbeeldingen   |
| Huis met ondiepe voorbouw                                                                                | Woonhuis                  | derde kwart 18e eeuw                         |                      | Bierkade 11              | 52° 30' 42" NB, 4° 56' 50" OL | 32190  | Meer afbeeldingen   |
| Huis met lijstgevel                                                                                      | Handel en kantoor         | 19e eeuw                                     |                      | Bierkade 8               | 52° 30' 43" NB, 4° 56' 49" OL | 32191  | Meer afbeeldingen   |
| Grote Kerk                                                                                               | Kerk en kerkonderdeel     | 1851-1853                                    | W.A. Scholten        | Kaasmarkt 15             | 52° 30' 35" NB, 4° 56' 47" OL | 32192  | Meer afbeeldingen   |
| Huis met klokgevel                                                                                       | Woonhuis                  |                                              |                      | Koemarkt 7               | 52° 30' 32" NB, 4° 56' 58" OL | 32194  | Meer afbeeldingen   |
| Huis met lijstgevel                                                                                      | Werk-woonhuis             | tweede kwart 18e eeuw                        |                      | Koemarkt 15              | 52° 30' 32" NB, 4° 56' 58" OL | 32195  | Meer afbeeldingen   |
| Huis met lijstgevel                                                                                      | Woonhuis                  | tweede kwart 18e eeuw                        |                      | Koemarkt 21              | 52° 30' 31" NB, 4° 56' 59" OL | 32196  | Meer afbeeldingen   |
| Hoekhuis met klokgevel                                                                                   | Werk-woonhuis             | 18e eeuw                                     |                      | Koemarkt 16, Koestraat 1 | 52° 30' 31" NB, 4° 56' 55" OL | 32197  | Meer afbeeldingen   |
| Huis met klokgevel                                                                                       | Woonhuis                  | 18e eeuw                                     |                      | Koemarkt 34              | 52° 30' 30" NB, 4° 56' 57" OL | 32198  | Meer afbeeldingen   |
| Noordelijk gedeelte van de Beurs                                                                         | Handel en kantoor         | 18e eeuw                                     |                      | Koemarkt 58              | 52° 30' 30" NB, 4° 57' 3" OL  | 32199  | Meer afbeeldingen   |
| Huis met lijstgevel                                                                                      | Woonhuis                  | eerste kwart 19e eeuw                        |                      | Venediën 12              | 52° 30' 40" NB, 4° 56' 52" OL | 32200  | Meer afbeeldingen   |
| Huis met puntgevel                                                                                       | Werk-woonhuis             | eerste kwart 19e eeuw                        |                      | Wagenbeurs 2             | 52° 30' 42" NB, 4° 56' 47" OL | 32201  | Meer afbeeldingen   |
| Pakhuis met gewijzigde puntgevel                                                                         | Opslag                    | 17e eeuw                                     |                      | Weerwal 5                | 52° 30' 38" NB, 4° 56' 51" OL | 32202  | Meer afbeeldingen   |
| Huis met trapgevel                                                                                       | Industrie                 | laatste kwart 17e eeuw (huis) 18e eeuw (pui) |                      | Weerwal 8                | 52° 30' 38" NB, 4° 56' 51" OL | 32203  | Meer afbeeldingen   |
| Huis met lijstgevel                                                                                      | Industrie                 |                                              |                      | Weerwal 12               | 52° 30' 37" NB, 4° 56' 52" OL | 32204  | Meer afbeeldingen   |
| Huis met lijstgevel                                                                                      | Industrie                 |                                              |                      | Weerwal 13               | 52° 30' 37" NB, 4° 56' 53" OL | 32205  | Meer afbeeldingen   |
| Huis met lijstgevel                                                                                      | Woonhuis                  | 19e eeuw                                     |                      | Weerwal 14               | 52° 30' 37" NB, 4° 56' 53" OL | 32206  | Meer afbeeldingen   |
| Pakhuis met puntgevel                                                                                    | Opslag                    | eerste kwart 18e eeuw                        |                      | Weerwal 15               | 52° 30' 37" NB, 4° 56' 53" OL | 32207  | Meer afbeeldingen   |
| Burgerweeshuis                                                                                           | Sociale zorg, liefdadigh. | 1789                                         |                      | Willem Eggertstraat 7    | 52° 30' 31" NB, 4° 56' 51" OL | 32208  | Meer afbeeldingen   |
| Kaaswaag                                                                                                 | Handel en kantoor         | 1882-1883                                    | P. Mager             | Kaasmarkt 16             | 52° 30' 35" NB, 4° 56' 48" OL | 512162 | Kaaswaag            |
| Voormalige pastorie                                                                                      | Kerkelijke dienstwoning   | 1865                                         | P.J. Hamer           | Westerweg 48             | 52° 29' 46" NB, 4° 59' 5" OL  | 512163 | Voormalige pastorie |
| Lutherse Kerk                                                                                            | Kerk en kerkonderdeel     | 1878-1880                                    | P. Mager             | Hoogstraat 18            | 52° 30' 33" NB, 4° 56' 43" OL | 512164 | Meer afbeeldingen   |
| Houtheuvel                                                                                               | Woonhuis                  | 1879                                         | H.P. van den Aardweg | Purmersteenweg 9         | 52° 30' 29" NB, 4° 57' 11" OL | 512165 | Meer afbeeldingen   |
| Clementine                                                                                               | Woonhuis                  | 1880                                         |                      | Plantsoengracht 8        | 52° 30' 27" NB, 4° 57' 2" OL  | 512166 | Meer afbeeldingen   |
| Voormalig stadhuis (Purmerends museum)                                                                   | Bestuursgebouw en onderdl | 1911-1912                                    | Jan Stuyt            | Kaasmarkt 20             | 52° 30' 36" NB, 4° 56' 47" OL | 512167 | Meer afbeeldingen   |
| Houten villa                                                                                             | Woonhuis                  | 1920                                         | F. Abel              | Julianastraat 9          | 52° 30' 22" NB, 4° 56' 55" OL | 512168 | Meer afbeeldingen   |